# ساكورا ماتو
ساكورا ماتو (باليابانية: 間桐 桜 ) هي شخصية خيالية تم تقديمها لأول مرة في رواية مرئية فيت/ستاي نايت بواسطة تايب مون من عام 2004. تم تقديم ساكورا كصديقة للشخصية الرئيسية شيرو إيميا ، التي كانت معجبة بها لكنها تظل شخصية ثانوية في أول طريقين من الرواية.